# Badger Mountain
Der Badger Mountain ist ein kleiner Berg in Richland im US-Bundesstaat Washington. Er ragt über den Tri-Cities auf und ist mit dem kleineren Candy Mountain über die Goose Gap verbunden. Der Badger Mountain ist über weite Teile der Region sichtbar und ein beliebtes Wander-Ziel. Es gibt eine Reihe von Wanderwegen unterschiedlichen Schwierigkeitsgrades, die auf den Gipfel führen. Der größte Teil des Berges ist durch das Badger Mountain Centennial Preserve geschützt, aber auf privatem Grund auf dem Gipfel sind Sendemasten errichtet worden. Der Badger Mountain hat eigentlich zwei Gipfel, den East Summit und den West Summit. Der West Summit ist der höhere.

## Geologie
Der Badger Mountain gehört zum Yakima Fold Belt, einer Abfolge topographischer Falten, die durch tektonische Kompression aufgeworfen wurden. Der Yakima Fold Belt erstreckt sich von der Interstate 90 nahe Vantage bis zum Columbia River nahe Wallula. Der Yakima Fold Belt ist ein Teil des größeren Olympic-Wallowa-Lineament, welches von etwa Port Angeles bis ins nordöstliche Oregon reicht.
Der Badger Mountain ist außerdem Teil der Columbia River Basalt Group. Irgendwann zwischen 15 und 10 Millionen Jahren vor heute strömten mehrere Lavaflüsse aus dem Yellowstone-Hotspot, der damals im heutigen westlichen Idaho lag. Diese Lavaflüsse bedeckten große Teile des heutigen Washington und Oregon, während sie dem Pazifik zuströmten; sie bilden heute das basaltische Grundgestein der Region. In einigen Gebieten erreichten die Basaltschichten Mächtigkeiten von 5.900 ft (ca. 1.800 m).
Während der letzten Eiszeit breiteten sich Gletscher in das heutige nördliche Washington, Idaho und Montana aus. Diese stauten den Clark Fork River und schufen den Lake Missoula. Immer wieder kam es durch den Druck des angestauten Wassers zu Brüchen in den Eisdämmen; die periodischen Überschwemmungen werden als Missoula-Fluten bezeichnet. Auf ihrem Weg zum Pazifik führten die Fluten Findlinge mit sich, große Brocken aus Granit, die für das östliche Washington völlig untypisch sind. Die Höhe der Wasseroberfläche dieser Fluten erreichten am Badger Mountain 1.250 ft (ca. 380 m) über dem Meeresspiegel und machten ihn kurzzeitig zu einer Insel. Findlinge verschiedener Größe können am Berg bis in diese Höhenlage gefunden werden. Entlang des Canyon Trail gibt es eine Markierung dieser Höhenlinie.

## Tourismus

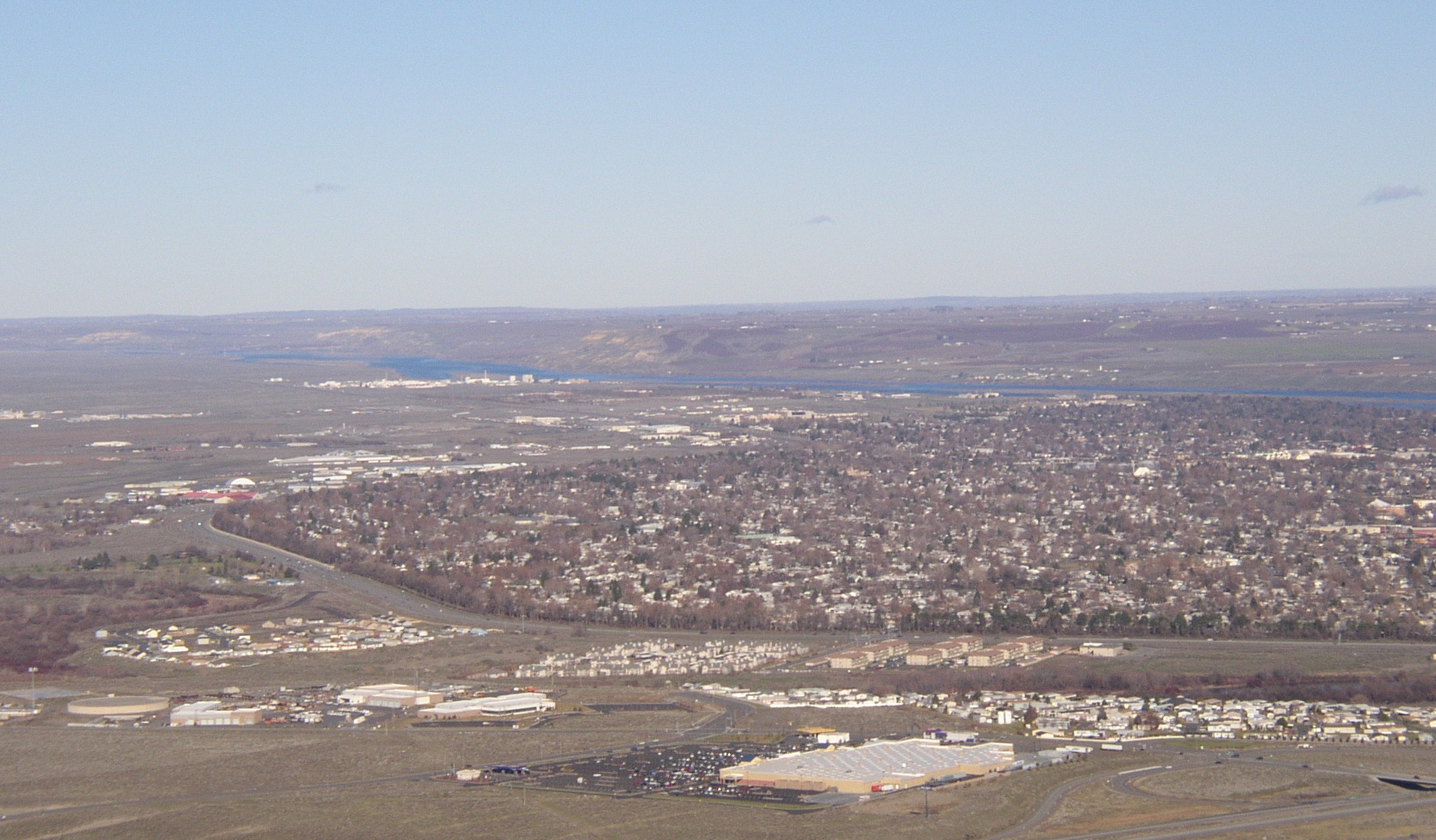
Das Zentrum von Richland vom Badger Mountain aus

Es gibt zwei Wanderwege, die zur Spitze des Berges führen, außerdem drei weitere Wanderwege an den Hängen. Der Badger Mountain ist ein beliebtes Ziel für Wanderer und Fotografen, weil er hoch über den Tri-Cities thront und die Aussicht entsprechend gut ist. An klaren Tagen können der Rattlesnake Mountain, die Blue Mountains und auch die Hauptgipfel der Kaskadenkette wie Mount Hood, Mount Adams, Mount Rainier und Mount Stuart gesehen werden.
Es gibt einen Parkplatz im Trailhead Park (ein „trailhead“ ist ein Einstiegspunkt in einen Wanderweg) an der Nordostseite des Berges; außerdem ist der Zugang zum Berg von Westen her über die Dallas Road möglich.
2010 besuchten mehr als 71.000 Menschen den Berg.

### Wandern
Zum Gipfel führen der Canyon Trail und der Skyline Trail. Der Canyon Trail ist  1,3 mi (2,1 km) lang und beginnt am Trailhead Park. Auf diesem Weg sind nur Wanderer zugelassen. Der Skyline Trail ist 2,9 mi (4,7 km) lang und beginnt an der Dallas Road an der Nordwestseite des Badger Mountain. Er führt entlang des Grates am Badger Mountain und ist für Wanderer, Mountainbiker und Reiter zugelassen.
Drei weitere Wanderwege, der Langdon Trail, der Sagebrush Trail und der Badger Flats Trail führen nicht bis auf den Gipfel. Der Sagebrush Trail zweigt vom Skyline Trail ab und verbindet diesen mit dem Trailhead Park. Der Langdon Trail windet sich um die Südseite des Berges und bietet Aussicht auf den Badger Canyon und die Horse Heaven Hills. Er ist für Wanderer, Mountainbiker und Reiter zugelassen. Der Badger Flats Trail liegt komplett im Trailhead Park und ist 0,6 mi (1 km) lang.

## Klima und Natur
Der Badger Mountain liegt im Regenschatten der Kaskadenkette und hat daher ein semiarides Klima mit milden Wintern und heißen Sommern. Die durchschnittliche jährliche Niederschlagsmenge am Tri-Cities Airport beträgt 7,94 in (201,7 mm), Temperaturen über 100 °F (37,8 °C) sind selten. Aus diesem Grund gibt es am Badger Mountain dieselben Pflanzen und Tiere wie in der Umgebung, darunter Wüsten-Beifuß (englisch sagebrush), Hasen und Klapperschlangen (die englische Bezeichnung „rattlesnakes“ bezieht sich auch auf Zwergklapperschlangen). Auf dem Berg gibt es natürlicherweise (aufgrund der geringen Niederschläge) keine Bäume.
Da winterliche Schneefälle nicht ungewöhnlich sind, wird der Berg auch in dieser Zeit für Erholungsaktivitäten genutzt.